# 14684 Reyes
14684 Reyes este un asteroid din centura principală de asteroizi.

## Descriere
14684 Reyes este un asteroid din centura principală de asteroizi. A fost descoperit pe 10 decembrie 1999 la Socorro, New Mexico, în cadrul proiectului LINEAR. Asteroidul prezintă o orbită caracterizată de o semiaxă mare de 2,36 ua, o excentricitate de 0,21 și o înclinație de 3,3° în raport cu ecliptica.